# 독일 공산당 (1990년)
독일 공산당 (1990년)(독일어: Kommunistische Partei Deutschlands)은 1990년에 독일 공산당과 독일 사회주의 통일당을 계승하여 설립된 독일의 마르크스-레닌주의 공산당이다. 